# 時計 (競馬)
競馬において時計（とけい、英: time record）とは、競走馬が競走や調教において所定の距離を走破したタイムのことを指す。

## 競走
「時計」は競走馬の能力を数値化するための材料のひとつとなる。スピード指数理論と関わりがある。
それぞれの馬がそれぞれの距離で過去に記録した最速の走破タイムを「持ち時計」または「持ちタイム」という。そのタイムが速ければ「時計がある」、遅ければ「時計がない」という。
競走における優勝馬の走破タイムは「勝ち時計」という。「勝ち時計」は競走馬の能力を判断する根拠となる。
馬場状態により、基準より速いタイムとなる場合「時計が出る」、遅い場合には「時計がかかる」という。
「時計ひとつ違う」とは、走破タイムが1秒違うという意味である。

## レコードタイム
それぞれの競馬場のコース毎に最速の勝ち時計が「レコードタイム」（英: record time(s)やtrack recordなど）として記録されている（同一馬場・同一距離であっても内回り・外回りの違いでコースが異なる場合は別個に記録される。また、芝コースの平地競走における仮柵の設置位置によるコース形態の違いは考慮されない。）。
中央競馬においては2歳馬と3歳以上の競走馬の記録が別個に設けられており、いずれか速いほうの記録が「コースレコード」とされる。
改修工事によりコース形態に変化が生じた場合、旧コースで記録されたレコードタイムは改修後のコースに引き継がれない。コース改修後に各コースで初めて施行されたレースでの勝ち時計はレコードタイムではなく「基準タイム」として記録され、同一開催内であれば2回目以降の競走であっても同様の取り扱いとなる。多くの場合、基準タイムはある程度の期間を経て更新されレコードタイムに置き換わるが、施行頻度が少なく現在では殆ど使用されなくなったコースにおいて基準タイムが最速記録として残存しているケースもある。
また、全国の競馬場のコースレコードのうち、最速のものを「中央競馬レコード」という。またGIレースでは「レースレコード」があり、レースで一番速いタイムのことで、コースレコードより遅くても、それまでのレースレコードより速ければ、レースレコード更新になる。
なお、かつての中央競馬ならびに地方競馬で施行されていたアラブ系限定競走におけるレコードタイムは別個に記録されていた。アラブ系競走が施行されなくなった現在でもアラブ系競走のレコードタイムを記載している地方競馬場の公式サイトが一部存在する（大井競馬場など。）。

## 調教
調教における走破タイムを「調教時計」という。調教時計は競走馬の競走能力および体調を判断する根拠となる。
調教において馬を1ハロン（日本の競馬においては200メートルに換算）あたり15秒の速さで走らせることを「15-15」という。

## ラップタイム
スタート地点から1ハロンごとに計測された時計を「ラップタイム」または単に「ラップ」という。1ハロンごとの数値を「ハロンタイム」という。
競走におけるラップタイムの計測は、そのときどきで先頭を走っている馬が基準となる。このラップタイムの推移をもとに、競走のペースの早い、遅いが判断される。ペースが早い場合をハイペース、遅い場合をスローペースという。基本的にハイペースの場合は差し・追い込み馬が有利になり、スローペースの場合は逃げ・先行馬が有利となる（ただし、例外もある。詳しくは脚質の項を参照）。